# Geitodoris
Geitodoris es un género de moluscos nudibranquios de la familia Discodorididae.

## Diversidad
El género Geitodoris incluye un total de 18 especies descritas: 
- Geitodoris bacalladoi  Ortea, 1990
- Geitodoris bonosi Ortea & Ballesteros, 1981
- Geitodoris capensis Bergh, 1907 [4]
- Geitodoris granulata  Lin & Wu, 1994
- Geitodoris heathi  Macfarland, 1905
- Geitodoris immunda  Bergh, 1894
- Geitodoris joubini (Vayssière, 1919)
- Geitodoris mavis  (Marcus & Marcus, 1967)
- Geitodoris pallida Valdes, 2001
- Geitodoris patagonica  Odhner, 1926
- Geitodoris perfossa Ortea, 1990
- Geitodoris planata  (Alder & Hancock, 1846)
- Geitodoris portmanni (Schmekel, 1972)
- Geitodoris pusae  (Marcus Er., 1955)
- Geitodoris reticulata Eliot, 1906
- Geitodoris rubens (Vayssière, 1919)
- Geitodoris stricta Miller, 1996
- Geitodoris tema (Edmunds, 1968)

Especies cuyo nombre ha dejado de ser aceptado por sinonimia:
- Geitodoris complanata  (A. E. Verrill, 1880) : aceptado como Geitodoris planata  (Alder & Hancock, 1846) .
- Geitodoris falklandica  Odhner, 1926 aceptado como Geitodoris patagonica  Odhner, 1926.